# Brian Boru's March
La Brian Boru's March ou en français Marche de Brian Boru est une mélodie traditionnelle irlandaise,.  
Le nom du morceau provient du roi irlandais Brian Boru, qui fut le premier roi à unifier l'Irlande celtique. 

## Origines
Ce morceau est l'un des airs les plus anciens du répertoire traditionnel irlandais. Il s'agit d'une pièce médiévale dont l'origine est inconnue. Elle aurait été écrite en commémoration de la mort du roi Brian Boru et jouée à ses funérailles. La composition comprend à la fois une marche funèbre et une jig de célébration de victoire.
La marche était dans le répertoire du harpiste irlandais Patrick Byrne (1794-1863).

## Adaptations

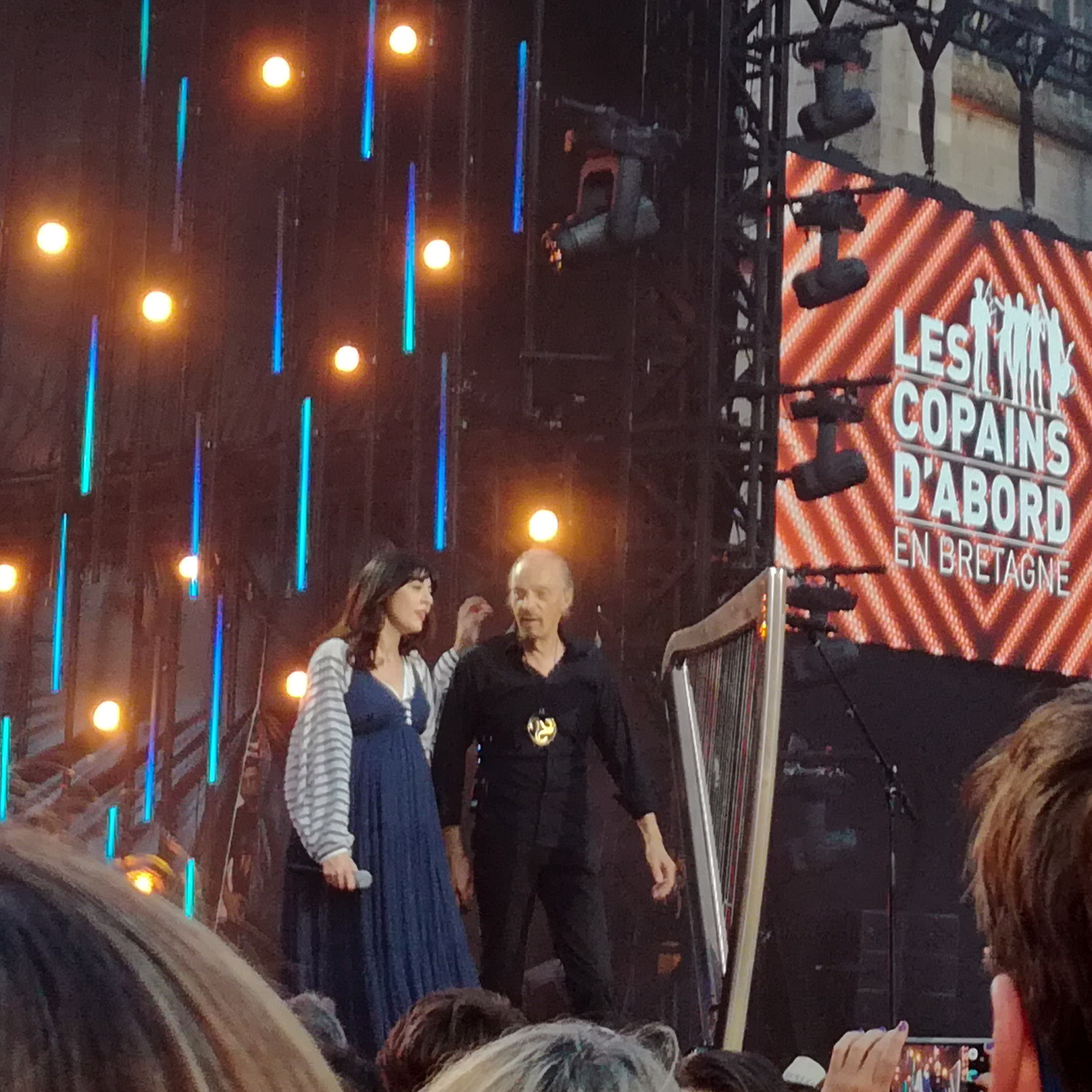
Alan Stivell interprète Brian Boru avec Nolwenn Leroy pour l'émission Les Copains d'abord sur France 2 en 2017.

Une des premières adaptations modernes du morceau fut enregistrée par le groupe The Chieftains en 1969 dans leur album The Book of Invasions. Dès 1973, le groupe irlandais Clannad enregistre sa version sur son premier album éponyme. Le groupe irlandais Horslips l'utilise en 1976 dans Trouble (With a Capital T) pour l'album The Book of Invasions. Une reprise à la guitare à dix cordes en est réalisée en 1982 par le guitariste espagnol Narciso Yepes. Le flûtiste nord-irlandais James Galway est également à l'origine d'une reprise du morceau réalisée avec l'orchestre d'Ulster en 1993, et en 2001, le violoniste irlandais Maurice Lennon dédie un album entier à Brian Boru, The High King of Ireland. 
La mélodie est reprise par Alan Stivell qui lui apporte des paroles en irlandais (écrites par Caitlín Maude) et en breton en 1995. Il donne son nom à l'album éponyme. La chanson dans sa version live est enregistrée sur l'album Bretagnes à Bercy en 1999. En 2000, dans l'album Back to Breizh, il intègre à son arrangement de Brian Boru des paroles en français qui sont un hymne à « la paix revenue en Ulster », à la paix en général et à l'amour. À l'occasion du concert 40th Anniversary Olympia 2012 Alan Stivell est accompagné au chant par Nolwenn Leroy. Pour l'album de reprises Breizh eo ma bro ! en 2017, il l'enregistre en duo avec Laurent Voulzy.
Le harpiste Dominig Bouchaud l'intègre dans son recueil Panorama de la harpe celtique. En 2010, la musicienne Loreena McKennitt reprend également la mélodie traditionnelle au sein de son album The Wind That Shakes the Barley. L'année suivante, en 2011, la harpiste Cécile Corbel adapte le thème avec des paroles en français qu'elle écrit en hommage à la Bretagne. Introduisant son album Songbook volume 3, le titre est sous-titré « Renaissance » en hommage à l'album Renaissance de la harpe celtique d'Alan Stivell.
En 2014, la harpiste américaine Rachel Ann Morgan l'enregistre sur son album et le musicien américain de dulcimer Timothy Seaman propose un arrangement via son instrument. Descofar, duo breton de harpes électriques, inclut la mélodie en compagnie du reel Rollin'in the Barrell dans son album Finis terrae (2014).
Blood Axis interprète la Marche de Brian Boru sur l'EP éponyme (1998), sur l'album "Blót: Sacrifice in Sweden" ainsi que sur leur compilation "Ultimacy" (2011).
En 2020, la harpeuse Morgan of Glencoe interprète cette marche sur son album Fleur du Porhoet.